# Roberto Casoli
Roberto Casoli (Reggio Emilia, 5 settembre 1972) è un ex cestista e allenatore di pallacanestro italiano.
Alto 208 cm per 108 kg di peso, giocava come centro.

## Carriera

### Giocatore

Casoli ai tempi della Fortitudo Bologna

Colleziona le prime presenze in Serie A2 e A1 con la Pallacanestro Reggiana, squadra della sua città natale.
Nel 1993 si trasferisce alla Fortitudo Bologna dove inizialmente rimane per due stagioni, prima di trascorrere l'annata 1995-96 in Serie A2 al Basket Rimini e rientrare alla Fortitudo l'anno seguente.
Gioca il campionato 1997-1998 alla Pallacanestro Varese, quindi emigra per una stagione in Grecia al Paniōnios.
Rientrato in Italia, comincia una parentesi alla Pallacanestro Trieste che dura fino all'estate 2004, quando il club giuliano fallisce scomparendo dalla massima serie.
Disputa l'annata 2004-05 tornando a Bologna, vestendo però questa volta la canotta bianconera della Virtus che a fine anno centra il ritorno nella massima serie, dalla quale era stata esclusa due anni prima.
Nel 2005-06 torna dunque a calcare i parquet della massima serie, ma con i colori del Roseto Basket. Segue un biennio a Fabriano nel campionato di Legadue e un ritorno a Roseto, con la nuova società Pallacanestro Roseto 1946 che aveva rilevato proprio Fabriano. Nel gennaio 2009 lascia il club abruzzese per finire l'annata alla Nuova Pallacanestro Pavia.
Tra il 2009 e il 2011, con l'ingaggio da parte della Scandone Avellino, gioca le ultime due stagioni in Serie A della propria carriera.
Scende nuovamente in Legadue nel 2011-12 con il passaggio alla Fulgor Libertas Forlì, quindi chiude la carriera al Montecatini Sporting Club 1949 in Divisione Nazionale B, quarto livello del basket italiano.

### Allenatore
Appese le scarpe al chiodo, intraprende l'attività di allenatore e coordinatore delle giovanili lavorando con le società IBR e Santarcangelo.
Nel 2015 inizia ad allenare le giovanili della Polisportiva Stella San Giovanni di Rimini. Tra il 2017 e il 2019 guida, in aggiunta, anche squadre giovanili del Basket Rimini Crabs, ma sempre nella stagione a partire dalla stagione 2017-18 viene promosso a capo allenatore della Polisportiva Stella San Giovanni di Rimini, impegnata prima nel campionato di Promozione e poi, a partire dall'anno successivo, in Serie D. Dal luglio 2019 è, oltre che allenatore di prima squadra e Under-20, anche responsabile tecnico.
Nel 2023 lascia la guida della prima squadra, dedicandosi a pieno sul settore giovanile, mantenendo il ruolo di responsabile tecnico del settore Basket della Polisportiva.